# Austrálie na Letních olympijských hrách 1996
Austrálii na Letních olympijských hrách v roce 1996 v americké Atlantě reprezentovalo 417 sportovců ve 26 sportech. Ve výpravě bylo 250 mužů a 167 žen.

## Medailisté
| Medaile | Jméno | Sport             | Soutěž                                   |
| ------- | --- | ----------------- | ---------------------------------------- |
| Zlato   | Wendy Schaeffer Phillip Dutton Andrew Hoy Gillian Rolton | Jezdectví         | Jezdecká všestrannost - družstva         |
| Zlato   | Michelle Andrews Alyson Annan Louise Dobson Renita Farrell Juliet Haslam Rechelle Hawkesová Clover Maitland Karen Marsden Jenny Morris Nova Peris-Kneebone Jackie Pereira Katrina Powell Lisa Powell Danni Roche Kate Starre Liane Tooth                                                                     | Pozemní hokej     | Turnaj žen                               |
| Zlato   | James Tomkins Drew Ginn Nicholas Green Mike McKay | Veslování         | Muži čtyřka bez kormidelníka             |
| Zlato   | Kate Slatter Megan Still | Veslování         | Ženy dvojka bez kormidelníka             |
| Zlato   | Michael Diamond | Sportovní střelba | Muži trap                                |
| Zlato   | Russell Mark | Sportovní střelba | Muži double Trap                         |
| Zlato   | Kieren Perkins | Plavání           | Muži 1500 m volný styl                   |
| Zlato   | Susie O'Neill | Plavání           | Ženy 200 m motýlek                       |
| Zlato   | Todd Woodbridge Mark Woodforde | Tenis             | Muži čtyřhra                             |
| Stříbro | Cathy Freemanová | Atletika          | Ženy 400 m                               |
| Stříbro | Louise McPaulová | Atletika          | Ženy hod oštěpem                         |
| Stříbro | Michelle Ferris | Cyklistika        | Ženy sprint                              |
| Stříbro | Robert Scott David Weightman | Veslování         | Muži dvojka bez kormidelníka             |
| Stříbro | Daniel Kowalski | Plavání           | Muži 1500 m volný styl                   |
| Stříbro | Scott Miller | Plavání           | Muži 100 m motýlek                       |
| Stříbro | Petria Thomasová | Plavání           | Ženy 200 m motýlek                       |
| Stříbro | Nicole Stevenson Susie O'Neill Samantha Riley Sarah Ryan Helen Denman Angela Kennedy | Plavání           | Ženy štafeta 4×100 m polohový závod      |
| Stříbro | Mitch Booth Andrew Landenberger | Jachting          | Muži třída tornado                       |
| Bronz   | Michele Timms Allison Tranquilli Jenny Whittle Fiona Robinson Shelley Sandie Rachael Sporn Michelle Chandler Trisha Fallon Robyn Maher Carla Boyd Michelle Brogan Sandy Brondello | Basketbal         | Turnaj žen                               |
| Bronz   | Clint Robinson | Kanoistika        | Muži K1 1000 m                           |
| Bronz   | Danny Collins Andrew Trim | Kanoistika        | Muži K2 500 m                            |
| Bronz   | Katrin Borchert Anna Wood | Kanoistika        | Ženy K2 500 m                            |
| Bronz   | Bradley McGee | Cyklistika        | Muži 4000 m stíhací závod jednotlivci    |
| Bronz   | Bradley McGee Stuart O'Grady Tim O'Shannessey Dean Woods | Cyklistika        | Družstvo mužů 4000 m stíhací závod       |
| Bronz   | Stuart O'Grady | Cyklistika        | Muži bodovací závod                      |
| Bronz   | Lucy Tyler-Sharman | Cyklistika        | Ženy bodovací závod                      |
| Bronz   | Stuart Carruthers Baeden Choppy Stephen Davies Damon Diletti Lachlan Dreher Lachlan Elmer Brendan Garard Paul Gaudoin Mark Hager Paul Lewis Grant Smith Matthew Smith Daniel Sproule Jay Stacy Michael York Ken Wark                                                                                         | Pozemní hokej     | Družstvo mužů                            |
| Bronz   | Ron Snook Duncan Free Bo Hanson Janusz Hooker | Veslování         | Muži párová čtyřka                       |
| Bronz   | Anthony Edwards Bruce Hick | Veslování         | Muži dvojka bez kormidelníka lehkých vah |
| Bronz   | Rebecca Joyce Virginia Lee | Veslování         | Ženy dvojka bez kormidelníka lehkých vah |
| Bronz   | Deserie Huddleston | Sportovní střelba | Ženy double trap                         |
| Bronz   | Natalie Ward Brooke Wilkins Nicole Richardson Melanie Roche Natalie Titcume Malina Milson Tracey Mosley Haylea Petrie Jocelyn Lester Sally McDermid Francine McRae Suzanne Fairhurst Tanya Harding Jennifer Holliday Carolyn Crudgington Kerry Dienelt Peta Edebone Belinda Ashworth Joanne Brown Kim Cooper | Softball          | Turnaj žen                               |
| Bronz   | Daniel Kowalski | Plavání           | Muži 200 m volný styl                    |
| Bronz   | Daniel Kowalski | Plavání           | Muži 400 m volný styl                    |
| Bronz   | Scott Goodman | Plavání           | Muži 200 m motýlek                       |
| Bronz   | Phil Rogers Steven Dewick Scott Miller Michael Klim Toby Haenen (heats) | Plavání           | Muži štafeta 4×100 m polohový závod      |
| Bronz   | Samantha Riley | Plavání           | Ženy 100 m prsa                          |
| Bronz   | Emma Johnson Susie O'Neill Julia Greville Nicole Stevenson Lise Mackie (heats) | Plavání           | Ženy štafeta 4×200 m volný styl          |
| Bronz   | Natalie Cooková Kerri Pottharstová | Plážový volejbal  | Ženy                                     |
| Bronz   | Stefan Botev | Vzpírání          | Muži super těžká váha nad 108 kg         |
| Bronz   | Colin Beashel David Giles | Jachting          | Muži třída Star                          |